# Campionati del mondo di atletica leggera 1987 - 800 metri piani maschili
La gara degli 800 metri piani maschili dei Campionati del mondo di atletica leggera 1987 si è svolta tra il 29 agosto e il 1º settembre.

## Podio
| Pos.    | Atleta            | Nazionalità | Tempo   |
| ------- | ----------------- | ----------- | ------- |
| Oro     | Billy Konchellah  | Kenya       | 1'43"06 |
| Argento | Peter Elliott     | Regno Unito | 1'43"41 |
| Bronzo  | José Luíz Barbosa | Brasile     | 1'43"76 |

## Situazione pre-gara

### Record
Prima di questa competizione, il record del mondo (RM) e il record dei campionati (RC) erano i seguenti:
| Record                | Prestazione | Atleta                       | Data                              | Competizione  |
| --------------------- | ----------- | ---------------------------- | --------------------------------- | ------------- |
| Record mondiale       | 1'41"73     | Sebastian Coe Regno Unito    | 10 giugno 1981 Firenze, Italia    |               |
| Record dei campionati | 1'43"65     | Willi Wülbeck Germania Ovest | 9 agosto 1983 Helsinki, Finlandia | Mondiali 1983 |

### Campioni in carica
I campioni in carica a livello olimpico e mondiale erano:
| Campione | Atleta                       | Prestazione | Data                                   | Competizione         |
| -------- | ---------------------------- | ----------- | -------------------------------------- | -------------------- |
| Olimpico | Joaquim Cruz Brasile         | 1'43"00     | 6 agosto 1984 Los Angeles, Stati Uniti | Giochi olimpici 1984 |
| Mondiale | Willi Wülbeck Germania Ovest | 1'43"65     | 9 agosto 1983 Helsinki, Finlandia      | Mondiali 1983        |

### La stagione
Prima di questa gara, gli atleti con le migliori tre prestazioni dell'anno erano:
| Pos. | Atleta                    | Prestazione | Data                                |
| ---- | ------------------------- | ----------- | ----------------------------------- |
| 1    | Billy Konchellah Kenya    | 1'43"39     | 19 agosto 1987 Zurigo, Svizzera     |
| 2    | José Luíz Barbosa Nigeria | 1'43"89     | 19 luglio 1987 Hengelo, Paesi Bassi |
| 3    | Philippe Collard Francia  | 1'43"95     | 13 luglio 1987 Nizza, Francia       |

## Risultati[3][4]

### Turni eliminatori
| 6 Batterie         | 29 agosto    | 45 iscritti   | Si qualificano i primi 4 (Q) + i 9 migliori tempi (q). |
| 4 Quarti di finale | 30 agosto    | 9 + 8 + 8 + 8 | Si qualificano i primi 3 (Q) + i 4 migliori tempi (q). |
| 2 Semifinali       | 31 agosto    | 8 + 8         | Si qualificano i primi 4 (Q).                          |
| Finale             | 1º settembre | 8 concorrenti |                                                        |

### Batterie
Sabato 29 agosto 1987
| Pos. | Atleta            | Nazione          | Tempo   | Note |
| ---- | ----------------- | ---------------- | ------- | ---- |
| 1    | Faouzi Lahbi      | Marocco          | 1'46”07 | Q    |
| 2    | Dieudonne Kwizera | Burundi          | 1'46”27 | Q    |
| 3    | Andrey Sudnik     | Unione Sovietica | 1'46”29 | Q    |
| 4    | José Luíz Barbosa | Brasile          | 1'46”31 | Q    |
| 5    | Ibrahim Okash     | Somalia          | 1'46”61 | q    |
| 6    | Chern Srichudanu  | Thailandia       | 1'50”37 |      |
| 7    | Rob Druppers      | Paesi Bassi      | 1'50”58 |      |
| 8    | Semi Vuetibau     | Figi             | 1'58"58 |      |

| Pos. | Atleta            | Nazione     | Tempo   | Note |
| ---- | ----------------- | ----------- | ------- | ---- |
| 1    | Johnny Gray       | Stati Uniti | 1'46”53 | Q    |
| 2    | Peter Elliott     | Regno Unito | 1'46”63 | Q    |
| 3    | Stephen Ole Marai | Kenya       | 1'46”91 | Q    |
| 4    | Robin van Helden  | Paesi Bassi | 1'46”98 | Q    |
| 5    | Luc Bernaert      | Belgio      | 1'47”48 | q    |
| 6    | Pablo Squella     | Cile        | 1'47”48 | q    |
| 7    | Manlio Molinari   | San Marino  | 1'53”41 |      |

| Pos. | Atleta                 | Nazione    | Tempo   | Note |
| ---- | ---------------------- | ---------- | ------- | ---- |
| 1    | Billy Konchellah       | Kenya      | 1'47”98 | Q    |
| 2    | Moussa Fall            | Senegal    | 1'48”01 | Q    |
| 3    | Ryszard Ostrowski      | Polonia    | 1'48”07 | Q    |
| 4    | Álvaro Silva           | Portogallo | 1'48”19 | Q    |
| 5    | Gert Kilbert           | Svizzera   | 1'48”48 | q    |
| 6    | Luis Migueles          | Argentina  | 1'49”52 |      |
| 7    | Agberto Guimarães      | Brasile    | dns     |      |
| 8    | Mohamed Hossain Milzer | Bangladesh | dns     |      |

| Pos. | Atleta                 | Nazione     | Tempo   | Note |
| ---- | ---------------------- | ----------- | ------- | ---- |
| 1    | Philippe Collard       | Francia     | 1'47”44 | Q    |
| 2    | Stanley Redwine        | Stati Uniti | 1'47”64 | Q    |
| 3    | Tom McKean             | Regno Unito | 1'47”71 | Q    |
| 4    | Ari Suhonen            | Finlandia   | 1'47"81 | Q    |
| 5    | Luis Karin Toledo      | Messico     | 1'48”05 | q    |
| 6    | Mohamed Ismael Youssef | Qatar       | 1'48”73 | q    |
| 7    | John Chappory          | Gibilterra  | 1'54”32 |      |

| Pos. | Atleta              | Nazione        | Tempo   | Note |
| ---- | ------------------- | -------------- | ------- | ---- |
| 1    | Peter Braun         | Germania Ovest | 1'47”96 | Q    |
| 2    | Tony Morrell        | Regno Unito    | 1'48”18 | Q    |
| 3    | Martin Enholm       | Svezia         | 1'48”63 | Q    |
| 4    | David Mack          | Stati Uniti    | 1'49”47 | Q    |
| 5    | Augustin Ntamihanga | Ruanda         | 1'50”69 |      |
| 6    | Simon Hoogewerf     | Canada         | 1'51”13 |      |
| 7    | Joaquim Cruz        | Brasile        | dns     |      |

| Pos. | Atleta            | Nazione          | Tempo   | Note |
| ---- | ----------------- | ---------------- | ------- | ---- |
| 1    | Slobodan Popović  | Jugoslavia       | 1'47”42 | Q    |
| 2    | Babacar Niang     | Senegal          | 1'47”46 | Q    |
| 3    | Edwin Koech       | Kenya            | 1'47”56 | Q    |
| 4    | William Wuyke     | Venezuela        | 1'47”59 | Q    |
| 5    | Vladimir Graudyn  | Unione Sovietica | 1'47”75 | q    |
| 6    | Getahun Ayana     | Etiopia          | 1'49”22 | q    |
| 7    | Reda Abdenouz     | Algeria          | 1'49”22 | q    |
| 8    | Meesaq Rizvi Syed | Pakistan         | dns     |      |

### Quarti di finale
Domenica 30 agosto 1987
| Pos. | Atleta            | Nazione     | Tempo   | Note |
| ---- | ----------------- | ----------- | ------- | ---- |
| 1    | Stephen Ole Marai | Kenya       | 1'45”97 | Q    |
| 2    | Ryszard Ostrowski | Polonia     | 1'46”04 | Q    |
| 3    | Faouzi Lahbi      | Marocco     | 1'46”12 | Q    |
| 4    | Stanley Redwine   | Stati Uniti | 1'46”25 |      |
| 5    | William Wuycke    | Venezuela   | 1'46”38 |      |
| 6    | Robin van Helden  | Paesi Bassi | 1'46”69 |      |
| 7    | Luis Karin Toledo | Messico     | 1'46”88 |      |
| 8    | Reda Abdenouz     | Algeria     | 1'48”96 |      |
| 9    | Getahun Ayana     | Etiopia     | dns     |      |

| Pos. | Atleta            | Nazione          | Tempo   | Note |
| ---- | ----------------- | ---------------- | ------- | ---- |
| 1    | Moussa Fall       | Senegal          | 1'44”74 | Q    |
| 2    | Peter Elliott     | Regno Unito      | 1'44”98 | Q    |
| 3    | Dieudonné Kwizera | Burundi          | 1'45”06 | Q    |
| 4    | Slobodan Popović  | Jugoslavia       | 1'45”15 | q    |
| 5    | Vladimir Graudyn  | Unione Sovietica | 1'45”19 | q    |
| 6    | Álvaro Silva      | Portogallo       | 1'45”63 | q    |
| 7    | David Mack        | Stati Uniti      | 1'45”68 | q    |
| 8    | Edwin Koech       | Kenya            | 1'46”36 |      |

| Pos. | Atleta                 | Nazione          | Tempo   | Note |
| ---- | ---------------------- | ---------------- | ------- | ---- |
| 1    | Billy Konchellah       | Kenya            | 1'45”53 | Q    |
| 2    | Philippe Collard       | Francia          | 1'45”89 | Q    |
| 3    | Tom McKean             | Regno Unito      | 1'46”11 | Q    |
| 4    | Andrey Sudnik          | Unione Sovietica | 1'46”48 |      |
| 5    | Ibrahim Okash          | Somalia          | 1'47”00 |      |
| 6    | Mohamed Ismael Youssef | Qatar            | 1'49”26 |      |
| 7    | Gert Kilbert           | Svizzera         | dnf     |      |
| 8    | Pablo Squella          | Cile             | dns     |      |

| Pos. | Atleta            | Nazione        | Tempo   | Note |
| ---- | ----------------- | -------------- | ------- | ---- |
| 1    | Babacar Niang     | Senegal        | 1'45”81 | Q    |
| 2    | José Luíz Barbosa | Brasile        | 1'46”07 | Q    |
| 3    | Ari Suhonen       | Finlandia      | 1'46”18 | Q    |
| 4    | Tony Morrell      | Regno Unito    | 1'46”25 |      |
| 5    | Peter Braun       | Germania Ovest | 1'48”53 |      |
| 6    | Luc Bernaert      | Belgio         | 1'49”06 |      |
| 7    | Martin Enholm     | Svezia         | 1'49”17 |      |
| 8    | Johnny Gray       | Stati Uniti    | 1'49”50 |      |

### Semifinali
Lunedì 31 agosto 1987
| Pos. | Atleta            | Nazione          | Tempo   | Note |
| ---- | ----------------- | ---------------- | ------- | ---- |
| 1    | Tom McKean        | Regno Unito      | 1'44”86 | Q    |
| 2    | José Luíz Barbosa | Brasile          | 1'45”03 | Q    |
| 3    | Stephen Ole Marai | Kenya            | 1'45”09 | Q    |
| 4    | Faouzi Lahbi      | Marocco          | 1'45”19 | q    |
| 5    | Slobodan Popović  | Jugoslavia       | 1'45”33 | q    |
| 6    | Vladimir Graudyn  | Unione Sovietica | 1'45”36 |      |
| 7    | Moussa Fall       | Senegal          | 1'47”55 |      |
| 8    | Philippe Collard  | Francia          | 1'48”24 |      |

| Pos. | Atleta            | Nazione     | Tempo   | Note |
| ---- | ----------------- | ----------- | ------- | ---- |
| 1    | Billy Konchellah  | Kenya       | 1'46”11 | Q    |
| 2    | Ryszard Ostrowski | Polonia     | 1'46”22 | Q    |
| 3    | Peter Elliott     | Regno Unito | 1'46”23 | Q    |
| 4    | Babacar Niang     | Senegal     | 1'46”23 |      |
| 5    | Dieudonné Kwizera | Burundi     | 1'46”26 |      |
| 6    | David Mack        | Stati Uniti | 1'48”49 |      |
| 7    | Ari Suhonen       | Finlandia   | 1'48”85 |      |
| 8    | Álvaro Silva      | Portogallo  | 1'49”41 |      |

### Finale
Martedì 1º settembre 1987
| Pos.    | Atleta            | Età | Nazione     | Tempo   | Nota                                                                                            |
| ------- | ----------------- | --- | ----------- | ------- | ----------------------------------------------------------------------------------------------- |
| Oro     | Billy Konchellah  | 25  | Kenya       | 1'43”06 | Record dei campionati · Miglior prestazione mondiale stagionale · Miglior prestazione personale |
| Argento | Peter Elliott     | 24  | Regno Unito | 1'43”41 | Miglior prestazione personale                                                                   |
| Bronzo  | José Luíz Barbosa | 26  | Brasile     | 1'43”76 | Miglior prestazione personale                                                                   |
| 4       | Ryszard Ostrowski | 26  | Polonia     | 1'44”59 |                                                                                                 |
| 5       | Faouzi Lahbi      | 27  | Marocco     | 1'44”83 |                                                                                                 |
| 6       | Stephen Ole Marai | 24  | Kenya       | 1'44”84 | Miglior prestazione personale                                                                   |
| 7       | Slobodan Popović  | 24  | Jugoslavia  | 1'45”07 | Miglior prestazione personale                                                                   |
| 8       | Tom McKean        | 23  | Regno Unito | 1'49”21 |                                                                                                 |